# Krieglach
Krieglach er en købstad med 5.189 indbyggere (fra 1. januar, 2011) i Mürztal i Steiermark i Østrig.
Byen er kendt for at være digteren Peter Rosegger's fødeby.